# Помісна церква

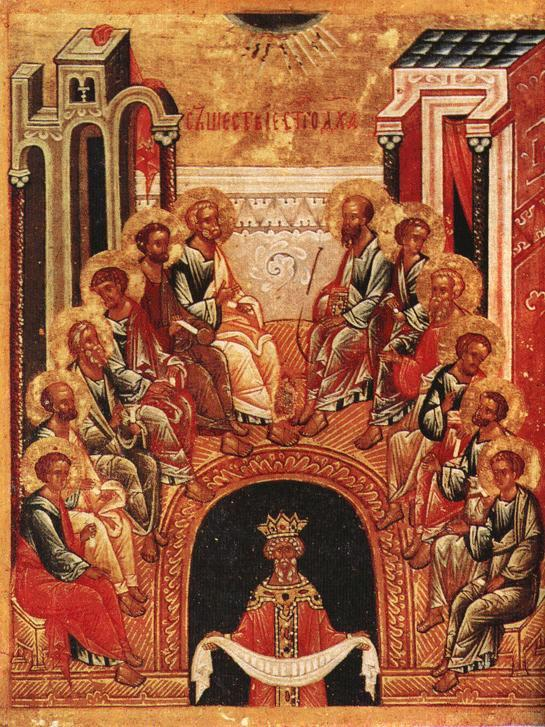
П'ятидесятниця — момент заснування Церкви згідно з православним віровченням

Помісна церква — релігійна громада православних християн в конкретній місцевості що очолювана найвищим єпископом із титулом патріарха, митрополита чи архієпископа. Окрема церква на певній території що зазвичай збігається із територіальними межами певної держави. Список православних помісних церков  зазначений у спеціальному списку — диптиху, який зачитується предстоятелем помісної церкви на кожній літургії. 
Термін православної еклезіології (вчення про церкву). Вживається також і в інших значеннях. 

## У православ'ї
У православній еклезіології поняття використовується стосовно окремої (партикулярної) церкви на певній обмеженій території (провінції, держави, краю) на противагу поняттю кафолічної (вселенської) церкви. Під помісною церквою зазвичай мається на увазі автокефальна, автономна або самоврядна (напівавтономна) церква на певній території що зазвичай збігається із територіальними межами певної держави.
Адміністративний поділ Вселенської церкви здійснюється за територіальним, а не національним принципом. За нормальних умов православні християни будь-якої національності, що проживають в одному місці, складають одну парафію і опікаються одним єпархіальним єпископом, оскільки, за словами апостола Павла, у Христі «немає ні Елліна, ні Юдея, ні обрізання, ні необрізання, варвара, скіфа, раба, вільного» (Кол. 3:11). У своєму територіальному розмежуванні помісні Церкви зазвичай узгоджуються з політико-адміністративним поділом, з державними та адміністративними кордонами.
Втім, часто надається перевага традиційним історичним межам Церкви. Наприклад, Константинопольский патріархат включає більшу частину Туреччини і невелику частину Греції (Афон, Патмос, ряд островів і невеликих територій); Антіохійський патріархат включає цілий ряд незалежних держав: Ліван, Сирію, Ірак, Іран, Саудівську Аравію та інші держави Аравійського півострову; Александрійський патріархат включає цілий континент — Африку; Єрусалимський патріархат включає Ізраїль, Палестину, Синайський півострів у Єгипті та Йорданію; Московський патріархат включає майже всі незалежні країни колишнього СРСР, а також претендує на територію Японії і Китаю тощо. На статус і визнання як Помісної Церкви претендує як автокефальна Православна церква України, так і самоврядна УПЦ Московського патріархату.
Сучасні православні богослови, як митрополит Йоан (Зізіулас), архієпископ Василій (Кривошеїн) та інші, свідчать, що помісна церква є не просто частиною Кафоличної Вселенської церкви, а і її повним виявом. Всезагальним незменшеним виявом у певному конкретному місці. Помісна церква є Кафолічною Церквою на певній території, тотожна Кафолічній церкві, яка існує лише в її помісних виявах, але в той же час і не тотожна Кафолічній церкві, відмінна від неї. Цей антиномічний парадокс споріднений з сутністю Святої Трійці, аналогічний їй. Життя Церкви є відображенням Троїчного Божественного Життя, але слід враховувати ту важливу обставину, що Божественне Життя троїчне, а помісних Церков не три, а багато.
Хоча Божественні Особи — Отець, Син і Святий Дух — не є частинами Пресвятої Трійці, але в кожному з Них все Божество повністю виявлено, так що кожна Божественна Особа є істинним Богом, втім не можна сказати, що кожна особа є Пресвята Трійця або тотожна Їй. Подібним чином повнота Кафолічної Церкви виявлена у кожній помісній Церкві, котрі не є «частинами» Вселенської, але не можуть водночас бути просто отожнені з нею.
|  | ...помісна Церква увиразнює Церкву як таку, а відтак, є цілісною Церквою (...) Фундаментальна і вирішальна проблема співвідношення між "помісною" і "вселенською" кафолічною Церквою повинна бути розв'язана без застосування будь-якого уявлення про єдність в колективності, а тільки в дусі єдності як тотожності. Схематично кажучи, в першому випадку різні помісні Церкви є частинами, які сполучаються одна з одною і таким чином утворюють ціле, тоді як в другому помісні Церкви є повними колами, які не можуть додаватися одне до одного, а тільки збігатися одне з одним і, зрештою, з самим Тілом Христовим і первісною апостольською Церквою. (Йоан (Зізіулас), митр. Буття як спілкування. — К.: Дух і літера, 2005. — 276 с. — С.: 160.) |

|  | Цілісна спільнота, що складає Церкву, народжується не тоді, коли сполучаються разом всі помісні спільноти, але кожна спільнота, якою б малою вона не була, являє собою всю Церкву. (J. Hamer. L'Eglise est une communion, 1962, стор. 38) |

### Інші значення
У церковній, навколоцерковній та світській літературі і публіцистиці також можна зустріти вживання терміна в таких значеннях:
- Автокефальна церква, що має повне самоврядування: юрисдикційну, ієрархічну, адміністративну, економічну та юридичну незалежність, залишаючись при цьому частиною єдиної Вселенської православної церкви (за виключенням самопроголошених і позбавлених євхаристійного спілкування «автокефалій»).
- Автономна церква, що має широке самоврядування: адміністративну, економічну, юридичну і частково ієрархічну незалежність, але при цьому залишається у формальній юрисдикції Церкви-Матері (що надала автономію), також предстоятель автономної Церкви після обрання благословляється Патріархом Церкви-Матері.
- Церква з іншим рівнем самоврядності: напівавтономна, самокерована, «з правами автономії», деякі екзархати і архієпархії тощо. Ці церкви мають рівень самоврядності близький або рівний до автономної Церкви, але з різних причин не можуть отримати канонічний статус автономії з внесенням у диптих. Вони почали виникати у XX столітті внаслідок розбіжностей у поглядах на право надання автономії і автокефалії між церквами грецької та слов'янської традицій. Константинопольський патріархат (та більшість церков грецької традиції) вважає, що лише він має право надавати автономію і автокефалію, при цьому автономна церква може існувати лише у складі Константинопольського патріархату. Московський, Сербський, Єрусалимський Патріархати (та ряд інших церков) вважають, що автономія і автокефалія може бути надана лише Церквою-Матір'ю. Надані останніми у 20 столітті автономії і автокефалії (автокефальна Православна церква в Америці, автономні Японська і Китайська Церкви Московського патріархату, автономна, але фактично неіснуюча, Македонська церква Сербського патріархату, автономна Синайська церква Єрусалимського патріархату) не визнані Константинополем як автокефальні і автономні, а вважаються ним лише як самоврядні частини відповідних церков. Після чого, задля уникнення конфліктів, права самоврядності надавались без формального статусу автономії чи автокефалії, який би все одно не визнав Константинополь. Самоврядними Церквами, зокрема, є:
  - УПЦ Московського патріархату («самокерована з правами широкої автономії», Московський патріархат)
  - Естонська православна церква Московського патріархату («самокерована», Московський патріархат)
  - Латвійська православна церква («самокерована», Московський патріархат)
  - Литовська православна церква («самокерована», Московський патріархат)
  - Молдовська православна церква («самокерована», Московський патріархат)
  - Російська православна церква закордоном («самокерована», Московський патріархат)
  - Американська Антиохійська Архієпархія («напівавтономна», Антиохійський патріархат)
  - Критська Архієпархія («напівавтономна», Константинопольський патріархат)
  - Свята Гора Афон (Константинопольський патріархат)
- Єпархія на чолі з єпископом. У цьому значенні з урахуванням вищезазначених еклезіологічних аспектів термін «помісна церква» вживається у Євангеліях та ранніх християнських пам'ятках.

## У протестантстві
У деяких протестантів терміном «помісна церква» позначають групу віруючих, що відвідують помісне релігійне зібрання (дім молитви) та є членами церкви. Часто використовується термін конгрегація.

## Сайти
- Помісна церква [Архівовано 30 грудня 2012 у Wayback Machine.]
- Иеремия, Архиепископ Вроцлавский и Щецинский. Структура Церкви: вселенская Церковь — поместная церковь — епархия — приход [Архівовано 27 жовтня 2008 у Wayback Machine.]
- Поместные Церкви в Православии
- Описание поместной церкви в одной протестантское деноменации — Teolog.ru (Див. третій абзац)
- Описание поместной церкви в одной протестантской деноменации — Baptist.by (Див. п'ятий принцип)